# R136

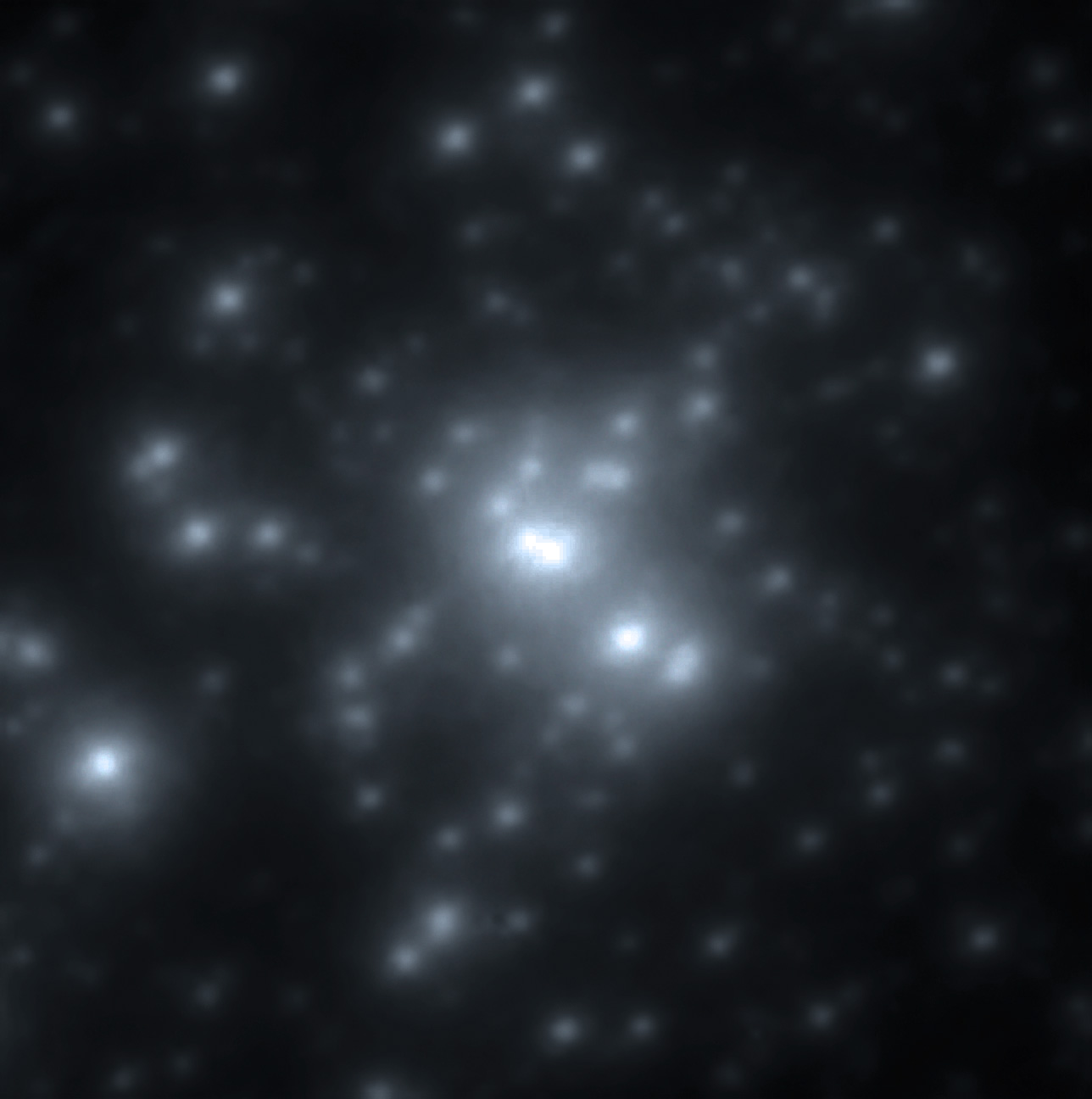
R136a resuelto por interferometria.

R136, también conocido como RMC 136, es un supercúmulo estelar, cerca del centro del complejo 30 Doradus (también conocido como la nebulosa de la Tarántula), en la Gran Nube de Magallanes. Se trata de un cúmulo de estrellas jóvenes gigantes y supergigantes de edades en torno a 1 o 2 millones de años. La mayoría de sus estrellas son de tipo espectral O3, con 39 estrellas de este tipo confirmadas. Además, hay varias estrellas del tipo Wolf-Rayet.
El cúmulo R136 contiene varios componentes. La naturaleza del componente central, R136a, no estuvo clara inicialmente, hasta que, por medio de la interferometría, se descubrió que consiste en un denso cúmulo de estrellas, que contiene, entre otros objetos celestes, doce estrellas de gran masa y varias estrellas luminosas en su núcleo. Inicialmente se había calculado la masa de las estrellas en el rango de 37 a 76 masas solares. R136 produce la mayor parte de la energía que hace que la nebulosa de la Tarántula sea visible. Una de las estrellas más masivas de este cúmulo es la R136a1, cuya masa se calcula en 265 veces la de nuestro sol, aunque modelos teóricos permiten calcular que en el momento de su nacimiento pudo haber tenido una masa superior a la de 300 soles. Esto la convierte en la estrella más masiva descubierta hasta la fecha (julio de 2010), al tiempo que la más luminosa, al ser 8.7 millones de veces más brillante que el Sol. La masa total de la agrupación es de 450 000 masas solares, lo que sugiere que probablemente se convierta en un cúmulo globular en el futuro.